# Chrysotemis (córka Agamemnona)
Chrysotemis – w mitologii greckiej królewna mykeńska.
Uchodziła za córkę króla Agamemnona i Klitajmestry oraz siostrę Ifigenii, Elektry i Orestesa.
W odróżnieniu od Elektry, nie protestowała przeciw małżeństwu matki z Ajgistosem, który brał udział w zabójstwie jej ojca. Starała się o dobre stosunki zarówno z matką i ojczymem, jak i z siostrą.
Postać Chrysotemis znana jest przede wszystkim z tragedii Sofoklesa Elektra, gdzie odgrywa rolę podobną do roli Ismeny w  dramacie Antygona tegoż autora.